# جيم باول (شاعر)
جيم باول (بالإنجليزية: Jim Powell)‏ هو مترجم وشاعر أمريكي، ولد في 1951.